# قاعدة واحد بالمئة

مخطط دائري يوضح قاعدة 1٪ (باللغة الإنجليزية).

في ثقافة الإنترنت، قاعدة الواحد بالمئة أو مبدأ الـ 90-9-1 (أحيانا يوصف كمعدل 89:10:1) هي فرضية تقول بأن الأكثرية في أي مجتمع افتراضي سيكتفون بالاطلاع بدلا من المشاركة. يستخدم المصطلح عادة للإشارة إلى انعدام المساواة في المشاركة في الإنترنت.

## تعريف
تفيد قاعدة الواحد بالمئة أن عدد الأشخاص الذي يقومون بإنشاء المحتوى على الإنترنت يمثلون 1% (أو أقل) من عدد الناس الذي يطلعون عليه (على سبيل المثال: مقابل كل شخص يقوم بالمشاركة في منتدى، فإن هناك حوالي 90 آخرين يكتفون بالاطلاع على المنتدى بدون المشاركة). قام بصياغة المصطلح المؤلفان والمدونان بن مكونيل وجاكي هوبا، لكن يوجد ذكر أقدم لنفس المبدأ لكن بأسماء أخرى. على سبيل المثال، وجدت دراسة كبيرة أجريت في عام 2005 عن المنتديات الجهادية المتطرفة أن 87% من المستخدمين لا يشاركون بالكتابة، وأن 13% كتبوا مرة واحدة على الأقل، وأن 5% كتبوا أكثر خمسين مشاركة أو أكثر وفقط 1% هم الذين كتبوا 500 مشاركة أو أكثر.
نسخة الـ 90-9-1 من القاعدة تقول أن 1% من الناس ينشئون المحتوى، و9% يقومون بتعديله أو تحريره وأن 90% يطلعون عليه بدون المساهمة.
على الأرجح أن النسبة الفعلية تختلف بحسب الموضوع. على سبيل المثال، إذا كان منتدى ما يتطلب المساهمة بمحتوى كشرط للدخول; فإن نسبة الأشخاص الذين سيشاركون ستكون على الأرجح أعلى بكثير من 1%، لكن منشئو المحتوى سيظلون أقلية بين المستخدمين. يؤكد هذا دراسة أجراها مايكل وو الذي استعمل أساليب اقتصادية لتحليل انعدام المساواة في المشاركة في مئات المجتمعات المجزئة حسب المهنة ونوع المتلقي والهدف الذي يركز عليه المجتمع.
يمكن مقارنة هذه القاعدة بقواعد أخرى شبيهة معروفة في علم المعلومات، مثل قاعدة 80/20 المعروفة باسم مبدأ باريتو والتي تنص على أن 20% من أي مجموعة ستقوم بـ 80% من النشاطات، بغض النظر عن كيفية تعريف هذه النشاطات.

## انعدام المساواة في المشاركة
قام ويل هيل من معامل AT&T باقتراح مبدأ مشابه، أشار إليه جاكوب نيلسن، وهو أقدم ذكر لمصطلح انعدام المساواة في المشاركة في إطار الإنترنت. لفت المصطلح الرأي العام في 2006 عندما تم استخدامه في سياق كمّي في تدوينة حول موضوع التسويق.